# Nungesser Lake
Nungesser Lake är en sjö i Kanada.   Den ligger i Kenora District och provinsen Ontario, i den sydöstra delen av landet, 1 500 km väster om huvudstaden Ottawa. Nungesser Lake ligger 389 meter över havet. Arean är 69 kvadratkilometer. Den sträcker sig 9,2 kilometer i nord-sydlig riktning, och 25,8 kilometer i öst-västlig riktning.
Trakten runt Nungesser Lake är nära nog obefolkad, med mindre än två invånare per kvadratkilometer.